# Neolophonotus depilis
Neolophonotus depilis là một loài ruồi trong họ Asilidae. Neolophonotus depilis được Londt miêu tả năm 1986. Loài này phân bố ở vùng nhiệt đới châu Phi.